# 熊谷紗希
熊谷 紗希（くまがい さき、1990年10月17日 - ）は、北海道札幌市南区真駒内出身の女子サッカー選手。ロンドン・シティ・ライオネス所属。サッカー日本女子代表キャプテン。ポジションはディフェンダー、ミッドフィールダー。常盤木学園高等学校出身。なでしこケア代表理事。

## 経歴

### ユース
1990年、北海道札幌市に生まれる。兄の影響で、その練習や試合についていったことから、小学校よりサッカーを始める。小学3年生の時に、スポーツクラブで本格的にサッカーを始めたが、「そのクラブでも女子は一人だった」という。
札幌市立真駒内南小学校を卒業後、札幌市立真駒内中学校へ進学。中学卒業後に親元を離れ、宮城県仙台市の常盤木学園高校に入学した。常盤木学園高等学校サッカー部時代は1年からレギュラーの座をつかみ、3年時には主将として全日本女子ユース3連覇を果たすなど様々なタイトルを獲得した。同級生にロンドンオリンピックバドミントン日本代表の佐藤冴香がいる。
サッカーのみならず勉学にも秀でており、同高には首席で入学、成績最上位者の特別クラスに在籍した。恩師の安部由晴監督は、「サッカーをやっていなければ東大に行っていた」と証言しているが、本人は「東大は言い過ぎ」と否定している。

### シニア
浦和レッズレディース
2009年、浦和レッドダイヤモンズ・レディースに加入。加入初年度は主にボランチとして全試合に出場し、クラブのリーグ優勝に貢献した。同年、筑波大学に進学。
1.FFCフランクフルト
2011年7月、FIFAワールドカップドイツ大会終了後に、女子ブンデスリーガ（ドイツ）の1.FFCフランクフルトに移籍した。この移籍に際して、「技術的にも精神的にも体力的にも課題がある。ドイツでレベルアップしたい」とコメントしている。10月2日のバート・ノイエンアール戦で移籍後初ゴールを決めた。
オリンピック・リヨン
2013年6月10日、フランス女子1部のオリンピック・リヨンに移籍した。
2015-16シーズンでは、UEFA女子チャンピオンズリーグ決勝でVfLヴォルフスブルクを下し、リヨンの4季ぶり3度目の優勝に貢献した。熊谷はこの試合の最優秀選手に選ばれた。リヨンはこのシーズンに国内リーグ、国内カップ、女子CLの3冠を達成した。
2017年5月、リヨンとの契約を2020年6月までの3年間延長したと発表した。
2016-17シーズン、UEFA女子チャンピオンズリーグ決勝でパリ・サンジェルマンを下し、リヨンの同大会2連覇に貢献した。リヨンは2季連続の欧州3冠を達成した。
2019-20シーズン、UEFA女子チャンピオンズリーグ決勝のVfLヴォルフスブルク戦に先発出場し、前半43分にミドルシュートで得点した。これにより、男女合わせてチャンピオンズリーグ決勝で得点を決めた初の日本人選手となった。
FCバイエルン・ミュンヘン
2021年5月12日、ドイツ・女子サッカー・ブンデスリーガのFCバイエルン・ミュンヘンと2年契約を結び、2021-22シーズンから移籍することが発表され、8年振りにドイツに復帰する。
2023年5月27日、バイエルンとの契約を更新せず退団することが発表された。
ASローマ
2023年6月5日、イタリア・セリエAのASローマに加入したことが発表された。契約期間は2025年6月まで。
2023-24シーズンは、ローマのリーグ2連覇に貢献し、セリエA年間ベストイレブンを獲得した。
ロンドン・シティ・ライオネス
2025年1月23日、イングランド2部リーグである女子選手権（Women's Championship）のロンドン・シティ・ライオネスへの加入が発表された。背番号は8。
5月4日、シーズン最終戦でも先発し、ライオネスのウィメンズ・スーパーリーグ初昇格を決めた。 

### 代表
2008年3月、高校2年生のときに代表初選出された。
2010年は主将としてU-20女子ワールドカップに出場するとともに、なでしこジャパンの主力としても定着。東アジア選手権、アジア競技大会の全試合にセンターバックとして出場し、優勝に貢献した。

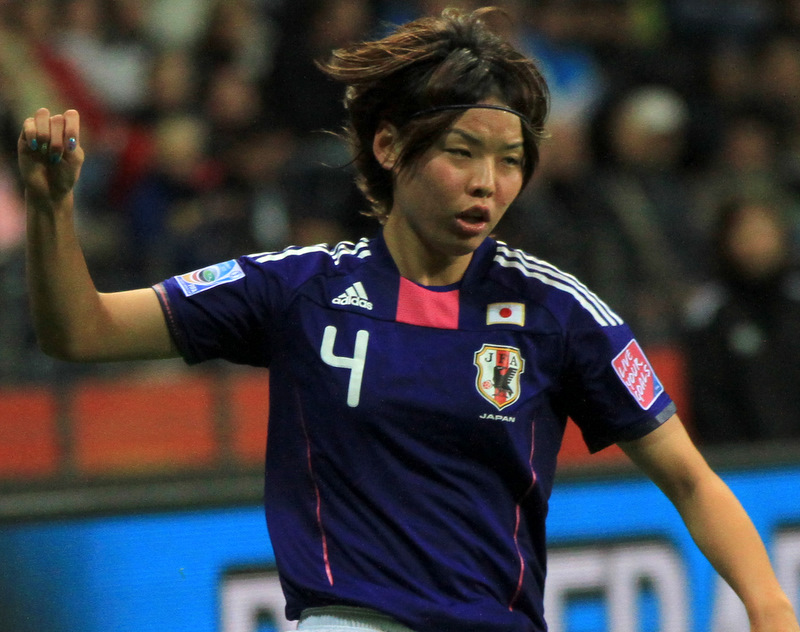
2011 女子ワールドカップでの熊谷

2011年の女子ワールドカップドイツ大会でもセンターバックのレギュラーとして全試合フル出場。アメリカとの決勝ではPK戦で4人目のキッカーを務め、優勝を決めるPKを成功させた。
同年7月、彩の国功労賞を受賞、同年8月、なでしこジャパンが団体として国民栄誉賞を受賞した。
同年12月21日、宮城県庁の村井嘉浩知事を訪れ、宮城県特別表彰を受けた際、「わたしたちの試合で『勇気をもらった』と言われたのがうれしかった」と述べた。
翌22日は、鮫島彩や永里優季などなでしこジャパンの同僚とともに、東日本大震災 の被災地小学校の一つである東松島市の矢本西小学校を訪問し、サッカー教室などで同校児童たちと交流した。
ロンドンオリンピックでは全試合に出場し、銀メダル獲得に貢献した。
2016年、リオデジャネイロオリンピックのサッカー女子アジア最終予選の日本代表メンバーに選出されたが、チームは予選3位となり五輪出場権を逃した。
2017年1月、監督の高倉麻子により、なでしこジャパンの新主将に任命された。
2023年6月13日、2023 FIFA女子ワールドカップのなでしこジャパンに選出された。
2024年6月14日、2024年パリオリンピックに出場するなでしこジャパンメンバーに選出された。第2戦のブラジル戦では後半アディショナルタイムに同点に追いつくPKを決め、逆転勝利に貢献した。

## 個人成績

### クラブ
| クラブ                       | シーズン     | リーグ               | 背番号 | リーグ戦 | リーグ戦 | カップ戦 | カップ戦 | リーグ杯 | リーグ杯 | UEFA | UEFA | 合計 | 合計 |
| クラブ                       | シーズン     | リーグ               | 背番号 | 出場     | 得点     | 出場     | 得点     | 出場     | 得点     | 出場 | 得点 | 出場 | 得点 |
| ---------------------------- | ------------ | -------------------- | ------ | -------- | -------- | -------- | -------- | -------- | -------- | ---- | ---- | ---- | ---- |
| 常盤木学園高等学校           | 2006         | —                    | 6      | —        | —        | 1        | 0        | —        | —        | —    | —    | 1    | 0    |
| 常盤木学園高等学校           | 2007         | —                    | 7      | —        | —        | 2        | 0        | —        | —        | —    | —    | 2    | 0    |
| 常盤木学園高等学校           | 2008         | —                    | 7      | —        | —        | 1        | 0        | —        | —        | —    | —    | 1    | 0    |
| 常盤木学園高等学校           | 通算         | 通算                 | 通算   | 0        | 0        | 4        | 0        | 0        | 0        | 0    | 0    | 4    | 0    |
| 浦和レッズレディース         | 2009         | なでしこ Div.1       | 15     | 21       | 2        | 4        | 1        | —        | —        | —    | —    | 25   | 3    |
| 浦和レッズレディース         | 2010         | なでしこ             | 5      | 18       | 6        | 4        | 2        | 2        | 0        | —    | —    | 24   | 8    |
| 浦和レッズレディース         | 2011         | なでしこ             | 5      | 5        | 0        | -        | -        | —        | —        | —    | —    | 5    | 0    |
| 浦和レッズレディース         | 通算         | 通算                 | 通算   | 44       | 8        | 8        | 3        | 2        | 0        | 0    | 0    | 54   | 11   |
| 1.FFCフランクフルト          | 2011-12      | ブンデスリーガ1部    | 4      | 20       | 2        | 3        | 0        | —        | —        | 8    | 0    | 31   | 2    |
| 1.FFCフランクフルト          | 2012-13      | ブンデスリーガ1部    | 4      | 18       | 0        | 1        | 0        | —        | —        | -    | -    | 19   | 0    |
| 1.FFCフランクフルト          | 通算         | 通算                 | 通算   | 38       | 2        | 4        | 0        | 0        | 0        | 8    | 0    | 50   | 2    |
| オリンピック・リヨン         | 2013-14      | ディヴィジョン・アン | 5      | 19       | 3        | 5        | 3        | —        | —        | 4    | 1    | 28   | 7    |
| オリンピック・リヨン         | 2014-15      | ディヴィジョン・アン | 5      | 22       | 2        | 6        | 0        | —        | —        | 4    | 0    | 32   | 2    |
| オリンピック・リヨン         | 2015-16      | ディヴィジョン・アン | 5      | 20       | 5        | 5        | 1        | —        | —        | 9    | 1    | 34   | 7    |
| オリンピック・リヨン         | 2016-17      | ディヴィジョン・アン | 5      | 19       | 6        | 2        | 2        | —        | —        | 9    | 3    | 30   | 11   |
| オリンピック・リヨン         | 2017-18      | ディヴィジョン・アン | 5      | 21       | 5        | 4        | 0        | —        | —        | 7    | 1    | 32   | 6    |
| オリンピック・リヨン         | 2018-19      | ディヴィジョン・アン | 5      | 20       | 2        | 5        | 0        | —        | —        | 9    | 0    | 34   | 2    |
| オリンピック・リヨン         | 2019-20      | ディヴィジョン・アン | 5      | 14       | 2        | 5        | 0        | —        | —        | 6    | 1    | 25   | 3    |
| オリンピック・リヨン         | 2020-21      | ディヴィジョン・アン | 5      | 17       | 4        | 1        | 0        | —        | —        | 6    | 1    | 24   | 5    |
| オリンピック・リヨン         | 通算         | 通算                 | 通算   | 152      | 29       | 33       | 6        | 0        | 0        | 54   | 8    | 239  | 43   |
| バイエルン・ミュンヘン       | 2021-22      | ブンデスリーガ1部    | 3      | 21       | 5        | 4        | 1        | —        | —        | 8    | 2    | 33   | 8    |
| バイエルン・ミュンヘン       | 2022-23      | ブンデスリーガ1部    | 3      | 18       | 3        | 4        | 2        | —        | —        | 10   | 0    | 32   | 5    |
| バイエルン・ミュンヘン       | 通算         | 通算                 | 通算   | 39       | 8        | 8        | 3        | 0        | 0        | 18   | 2    | 65   | 13   |
| ASローマ                     | 2023-24      | セリエA              | 8      | 25       | 5        | 5        | 0        | —        | —        | 8    | 0    | 38   | 5    |
| ASローマ                     | 2024-25      | セリエA              | 8      | 12       | 0        | 1        | 1        | —        | —        | 8    | 1    | 21   | 2    |
| ASローマ                     | 通算         | 通算                 | 通算   | 37       | 5        | 6        | 1        | 0        | 0        | 16   | 1    | 59   | 7    |
| ロンドン・シティ・ライオネス | 2024-25      | 女子選手権           | 8      | 9        | 0        | 1        | 0        | -        | -        | -    | -    | 10   | 0    |
| 通算                         | 日本         | 日本                 | 1部    | 44       | 8        | 8        | 3        | 2        | 0        | 0    | 0    | 54   | 11   |
| 通算                         | 日本         | 日本                 | その他 | 0        | 0        | 4        | 0        | 0        | 0        | 0    | 0    | 4    | 0    |
| 通算                         | ドイツ       | ドイツ               | 1部    | 77       | 10       | 12       | 3        | 0        | 0        | 26   | 2    | 115  | 15   |
| 通算                         | フランス     | フランス             | 1部    | 152      | 29       | 33       | 6        | 0        | 0        | 54   | 8    | 239  | 43   |
| 通算                         | イタリア     | イタリア             | 1部    | 37       | 5        | 6        | 1        | 0        | 0        | 16   | 1    | 59   | 7    |
| 通算                         | イングランド | イングランド         | 2部    | 9        | 0        | 1        | 0        | 0        | 0        | 0    | 0    | 10   | 0    |
| 総通算                       | 総通算       | 総通算               | 総通算 | 319      | 52       | 64       | 13       | 2        | 0        | 96   | 11   | 481  | 76   |

- 女子ブンデスリーガ
  - 初出場 - 2011年8月21日 第1節 SGSエッセン戦 (シュタディオン・アム・ブレンターノバート（ドイツ語版）)[40]
  - 初得点 - 2011年10月2日 第5節 バート・ノイエンアール（ドイツ語版）戦 (シュタディオン・アム・ブレンターノバート)[40]

- ディヴィジョン・アン
  - 初出場 - 2013年9月1日 エナン・ボーモン（フランス語版）戦 (スタッド・オクターブ・ビレンボー)[40]
  - 初得点 - 2013年9月15日 ASミュレ（フランス語版）戦 (プレイン・デ・ジュ・ド・ジェルラン)[40]

- セリエA
  - 初出場 - 2023年9月30日 コモ（イタリア語版）戦 (スタディオ・トレ・フォンターネ（イタリア語版）)[40]
  - 初得点 - 2023年9月30日 コモ戦 (スタディオ・トレ・フォンターネ)[40]

- 女子選手権
  - 初出場 - 2025年2月2日 ポーツマス戦 (ウェストリー・パーク)[40]

- UEFA女子チャンピオンズリーグ
  - 初出場 - 2011年9月29日 UWCL2011-12 ラウンド32 第1戦 スターベク（英語版）戦 (ナッダールド・スタディオン,（英語版）)[40]
  - 初得点 - 2013年10月9日 UWCL2013-14 ラウンド32 第1戦 トゥエンテ（英語版）戦 (デ・グロルシュ・ヴェステ（英語版）)[40]

### 代表
- 2008年3月7日 - 日本代表初出場 -  カナダ戦（キプロス・カップ2008）
- 2019年11月10日 - 日本代表初得点 -  南アフリカ共和国戦（国際親善試合）

#### 主な出場大会
- U-20日本女子代表
  - 2008年 - 2008 FIFA U-20女子ワールドカップ ベスト8
  - 2010年 - 2010 FIFA U-20女子ワールドカップ GL敗退

- なでしこジャパン（日本女子代表）
  - 2008年 - 2008 AFC女子アジアカップ 3位
  - 2010年 - 東アジアサッカー選手権 優勝
  - 2010年 - 2010 AFC女子アジアカップ 3位
  - 2010年 - 第16回アジア競技大会 優勝
  - 2011年 - 2011 FIFA女子ワールドカップ 優勝
  - 2012年 - 2012年ロンドンオリンピック 銀メダル
  - 2015年 - 2015 FIFA女子ワールドカップ 準優勝
  - 2018年 - 2018 AFC女子アジアカップ 優勝
  - 2018年 - 第18回アジア競技大会 優勝
  - 2019年 - 2019 FIFA女子ワールドカップ ベスト16
  - 2021年 - 2020年東京オリンピック ベスト8
  - 2022年 - 2022 AFC女子アジアカップ ベスト8
  - 2023年 - 2023 FIFA女子ワールドカップ ベスト8
  - 2024年 - 2024年パリオリンピック
  - 2025年 - 2025 シービリーブスカップ優勝

#### 試合数
| 日本代表 | 国際Aマッチ | 国際Aマッチ |
| 年       | 出場        | 得点        |
| -------- | ----------- | ----------- |
| 2008     | 2           | 0           |
| 2010     | 15          | 0           |
| 2011     | 16          | 0           |
| 2012     | 16          | 0           |
| 2013     | 9           | 0           |
| 2014     | 5           | 0           |
| 2015     | 11          | 0           |
| 2016     | 7           | 0           |
| 2017     | 9           | 0           |
| 2018     | 10          | 0           |
| 2019     | 10          | 1           |
| 2020     | 2           | 0           |
| 2021     | 8           | 0           |
| 2022     | 11          | 1           |
| 2023     | 16          | 0           |
| 2024     | 10          | 1           |
| 2025     | 5           | 0           |
| 通算     | 162         | 3           |

2025年6月27日現在

#### 出場試合
| 出場試合一覧 | 出場試合一覧   | 出場試合一覧                           | 出場試合一覧                                                     | 出場試合一覧         | 出場試合一覧   | 出場試合一覧       | 出場試合一覧                                                           | 出場試合一覧 |
| #            | 開催日         | 開催都市                               | スタジアム                                                       | 対戦国               | 結果           | 監督               | 大会                                                                   | 出典         |
| ------------ | -------------- | -------------------------------------- | ---------------------------------------------------------------- | -------------------- | -------------- | ------------------ | ---------------------------------------------------------------------- | ------------ |
| 1.           | 2008年03月07日 | ラルナカ                               |                                                                  | カナダ               | ●0-3           | 佐々木則夫         | キプロスカップ                                                         |              |
| 2.           | 2008年05月31日 | ホーチミン                             |                                                                  | チャイニーズタイペイ | ○11-0          | 佐々木則夫         | アジアカップ                                                           |              |
| 3.           | 2010年1月15日  | コキンボ                               | エスタディオ・ビセンテナリオ・フランシスコ・サンチェス・ルモロソ | チリ                 | △ 1-1          | 佐々木則夫         | バイセンテニアル・ウィメンズ・カップ2010                               | [ 41 ]       |
| 4.           | 2010年1月23日  | コキンボ                               | エスタディオ・ビセンテナリオ・フランシスコ・サンチェス・ルモロソ | アルゼンチン         | ○ 3-0          | 佐々木則夫         | バイセンテニアル・ウィメンズ・カップ2010                               | [ 42 ]       |
| 5.           | 2010年2月6日   | 調布                                   | 味の素スタジアム                                                 | 中華人民共和国       | ○ 2-0          | 佐々木則夫         | 東アジアサッカー選手権2010                                             | [ 43 ]       |
| 6.           | 2010年2月11日  | 東京                                   | 国立競技場                                                       | チャイニーズタイペイ | ○ 3-0          | 佐々木則夫         | 東アジアサッカー選手権2010                                             | [ 44 ]       |
| 7.           | 2010年2月13日  | 調布                                   | 味の素スタジアム                                                 | 韓国                 | ○ 2-1          | 佐々木則夫         | 東アジアサッカー選手権2010                                             | [ 45 ]       |
| 8.           | 2010年5月8日   | 松本                                   | 松本平広域公園総合球技場アルウィン                               | メキシコ             | ○ 4-0          | 佐々木則夫         | 2010 AFC女子アジアカップ 壮行試合                                      | [ 46 ]       |
| 9.           | 2010年5月11日  | 新潟                                   | 東北電力ビッグスワンスタジアム                                   | メキシコ             | ○ 3-0          | 佐々木則夫         | 2010 AFC女子アジアカップ 壮行試合                                      | [ 47 ]       |
| 10.          | 2010年5月20日  | 成都                                   | 成都市体育中心                                                   | ミャンマー           | ○ 8-0          | 佐々木則夫         | 2010 AFC女子アジアカップ                                               | [ 48 ]       |
| 11.          | 2010年5月24日  | 成都                                   | 成都市体育中心                                                   | 北朝鮮               | ○ 2-1          | 佐々木則夫         | 2010 AFC女子アジアカップ                                               | [ 49 ]       |
| 12.          | 2010年5月27日  | 成都                                   | 成都市体育中心                                                   | オーストラリア       | ● 0-1          | 佐々木則夫         | 2010 AFC女子アジアカップ                                               | [ 50 ]       |
| 13.          | 2010年5月30日  | 成都                                   | 成都市体育中心                                                   | 中華人民共和国       | ○ 2-0          | 佐々木則夫         | 2010 AFC女子アジアカップ                                               | [ 51 ]       |
| 14.          | 2010年11月14日 | 広州                                   | 黄埔体育中心                                                     | タイ                 | ○ 4-0          | 佐々木則夫         | 第16回アジア競技大会                                                   | [ 52 ]       |
| 15.          | 2010年11月18日 | 広州                                   | 広州大学城体育中心                                               | 北朝鮮               | △ 0-0          | 佐々木則夫         | 第16回アジア競技大会                                                   | [ 53 ]       |
| 16.          | 2010年11月20日 | 広州                                   | 越秀山体育場                                                     | 中華人民共和国       | ○ 1-0          | 佐々木則夫         | 第16回アジア競技大会                                                   | [ 54 ]       |
| 17.          | 2010年11月22日 | 広州                                   | 天河体育中心体育場                                               | 北朝鮮               | ○ 1-0          | 佐々木則夫         | 第16回アジア競技大会                                                   | [ 55 ]       |
| 18.          | 2011年3月2日   | ヴィラ・レアル・デ・サント・アントニオ | 市営スタジアム                                                   | アメリカ合衆国       | ● 1-2          | 佐々木則夫         | アルガルヴェ・カップ2011                                               | [ 56 ]       |
| 19.          | 2011年3月4日   | ラゴス                                 | 市営スタジアム                                                   | フィンランド         | ○ 5-0          | 佐々木則夫         | アルガルヴェ・カップ2011                                               | [ 57 ]       |
| 20.          | 2011年3月9日   | パルシャル                             | ベラ・ヴィスタ市営スタジアム                                     | スウェーデン         | ○ 2-1          | 佐々木則夫         | アルガルヴェ・カップ2011                                               | [ 58 ]       |
| 21.          | 2011年5月14日  | コロンバス                             | コロンバス・クルー・スタジアム                                   | アメリカ合衆国       | ● 0-2          | 佐々木則夫         | 国際親善試合 ～アメリカ遠征～                                          | [ 59 ]       |
| 22.          | 2011年5月18日  | ケーリー                               | ウェイクメド・サッカー・パーク                                   | アメリカ合衆国       | ● 0-2          | 佐々木則夫         | 国際親善試合 ～アメリカ遠征～                                          | [ 60 ]       |
| 23.          | 2011年6月18日  | 松山                                   | ニンジニアスタジアム                                             | 韓国                 | △ 1-1          | 佐々木則夫         | 国際親善試合                                                           | [ 61 ]       |
| 24.          | 2011年6月27日  | ボーフム                               | FIFA女子ワールドカップスタジアム・ボーフム                       | ニュージーランド     | ○ 2-1          | 佐々木則夫         | 2011 FIFA女子ワールドカップ                                            | [ 62 ]       |
| 25.          | 2011年7月1日   | レーヴァークーゼン                     | FIFA女子ワールドカップスタジアム・レーヴァークーゼン             | メキシコ             | ○ 4-0          | 佐々木則夫         | 2011 FIFA女子ワールドカップ                                            | [ 63 ]       |
| 26.          | 2011年7月5日   | アウクスブルク                         | FIFA女子ワールドカップスタジアム・アウクスブルク                 | イングランド         | ● 0-2          | 佐々木則夫         | 2011 FIFA女子ワールドカップ                                            | [ 64 ]       |
| 27.          | 2011年7月9日   | ヴォルフスブルク                       | FIFA女子ワールドカップスタジアム・ヴォルフスブルク               | ドイツ               | ○ 1-0          | 佐々木則夫         | 2011 FIFA女子ワールドカップ                                            | [ 65 ]       |
| 28.          | 2011年7月13日  | フランクフルト                         | FIFA女子ワールドカップスタジアム・フランクフルト                 | スウェーデン         | ○ 3-1          | 佐々木則夫         | 2011 FIFA女子ワールドカップ                                            | [ 66 ]       |
| 29.          | 2011年7月17日  | フランクフルト                         | FIFA女子ワールドカップスタジアム・フランクフルト                 | アメリカ合衆国       | ○ 2-2 (PK 3-1) | 佐々木則夫         | 2011 FIFA女子ワールドカップ                                            | [ 67 ]       |
| 30.          | 2011年9月1日   | 済南                                   | 山東省体育中心体育場                                             | タイ                 | ○ 3-0          | 佐々木則夫         | 2012年ロンドンオリンピック・アジア最終予選                             | [ 68 ]       |
| 31.          | 2011年9月3日   | 済南                                   | 済南オリンピック・スポーツセンター                               | 韓国                 | ○ 2-1          | 佐々木則夫         | 2012年ロンドンオリンピック・アジア最終予選                             | [ 69 ]       |
| 32.          | 2011年9月5日   | 済南                                   | 山東省体育中心体育場                                             | オーストラリア       | ○ 1-0          | 佐々木則夫         | 2012年ロンドンオリンピック・アジア最終予選                             | [ 70 ]       |
| 33.          | 2011年9月8日   | 済南                                   | 山東省体育中心体育場                                             | 北朝鮮               | △ 1-1          | 佐々木則夫         | 2012年ロンドンオリンピック・アジア最終予選                             | [ 71 ]       |
| 34.          | 2012年2月29日  | パルシャル                             | ベラ・ヴィスタ市営スタジアム                                     | ノルウェー           | ○ 2-1          | 佐々木則夫         | アルガルヴェ・カップ2012                                               | [ 72 ]       |
| 35.          | 2012年3月2日   | パルシャル                             | ベラ・ヴィスタ市営スタジアム                                     | デンマーク           | ○ 2-0          | 佐々木則夫         | アルガルヴェ・カップ2012                                               | [ 73 ]       |
| 36.          | 2012年3月5日   | ファロ ／ ローレ                       | エスタディオ・アルガルヴェ                                       | アメリカ合衆国       | ○ 1-0          | 佐々木則夫         | アルガルヴェ・カップ2012                                               | [ 74 ]       |
| 37.          | 2012年3月7日   | ファロ ／ ローレ                       | エスタディオ・アルガルヴェ                                       | ドイツ               | ● 3-4          | 佐々木則夫         | アルガルヴェ・カップ2012                                               | [ 75 ]       |
| 38.          | 2012年4月1日   | 仙台                                   | ユアテックスタジアム仙台                                         | アメリカ合衆国       | △ 1-1          | 佐々木則夫         | キリンチャレンジカップ2012                                             | [ 76 ]       |
| 39.          | 2012年4月5日   | 神戸                                   | ホームズスタジアム神戸                                           | ブラジル             | ○ 4-1          | 佐々木則夫         | キリンチャレンジカップ2012                                             | [ 77 ]       |
| 40.          | 2012年6月18日  | ハルムスタッド                         | オルヤンス・ヴァル                                               | アメリカ合衆国       | ● 1-4          | 佐々木則夫         | 国際親善試合 ～スウェーデン遠征～                                      | [ 78 ]       |
| 41.          | 2012年6月20日  | ヨーテボリ                             | ガムラ・ウッレヴィ                                               | スウェーデン         | ○ 1-0          | 佐々木則夫         | 国際親善試合 ～スウェーデン遠征～                                      | [ 79 ]       |
| 42.          | 2012年7月11日  | 東京                                   | 国立競技場                                                       | オーストラリア       | ○ 3-0          | 佐々木則夫         | キリンチャレンジカップ2012                                             |              |
| 43.          | 2012年7月19日  | パリ                                   | スタッド・シャルレティ                                           | フランス             | ● 0-2          | 佐々木則夫         | 国際親善試合                                                           |              |
| 44.          | 2012年7月25日  | コヴェントリー                         | シティ・オブ・コヴェントリー・スタジアム                         | カナダ               | ○ 2-1          | 佐々木則夫         | 2012年ロンドンオリンピック                                             | [ 80 ]       |
| 45.          | 2012年7月28日  | コヴェントリー                         | シティ・オブ・コヴェントリー・スタジアム                         | スウェーデン         | △ 0-0          | 佐々木則夫         | 2012年ロンドンオリンピック                                             | [ 81 ]       |
| 46.          | 2012年7月31日  | カーディフ                             | ミレニアム・スタジアム                                           | 南アフリカ共和国     | △ 0-0          | 佐々木則夫         | 2012年ロンドンオリンピック                                             | [ 82 ]       |
| 47.          | 2012年8月3日   | カーディフ                             | ミレニアム・スタジアム                                           | ブラジル             | ○ 2-0          | 佐々木則夫         | 2012年ロンドンオリンピック                                             | [ 83 ]       |
| 48.          | 2012年8月6日   | ロンドン                               | ウェンブリー・スタジアム                                         | フランス             | ○ 2-1          | 佐々木則夫         | 2012年ロンドンオリンピック                                             | [ 84 ]       |
| 49.          | 2012年8月9日   | ロンドン                               | ウェンブリー・スタジアム                                         | アメリカ合衆国       | ● 1-2          | 佐々木則夫         | 2012年ロンドンオリンピック                                             | [ 85 ]       |
| 50.          | 2013年3月8日   | パルシャル                             | ベラ・ヴィスタ市営スタジアム                                     | ドイツ               | ● 1-2          | 佐々木則夫         | アルガルヴェ・カップ2013                                               | [ 86 ]       |
| 51.          | 2013年3月11日  | ファロ ／ ローレ                       | エスタディオ・アルガルヴェ                                       | デンマーク           | ○ 2-0          | 佐々木則夫         | アルガルヴェ・カップ2013                                               | [ 87 ]       |
| 52.          | 2013年3月13日  | ファロ ／ ローレ                       | エスタディオ・アルガルヴェ                                       | 中華人民共和国       | ○ 1-0          | 佐々木則夫         | アルガルヴェ・カップ2013                                               | [ 88 ]       |
| 53.          | 2013年6月20日  | 鳥栖                                   | ベストアメニティスタジアム                                       | ニュージーランド     | △ 1-1          | 佐々木則夫         | キリンチャレンジカップ2013                                             | [ 89 ]       |
| 54.          | 2013年6月26日  | バートン＝アポン＝トレント             | ピレリ・スタジアム                                               | イングランド         | △ 1-1          | 佐々木則夫         | 国際親善試合 ～欧州遠征～                                              | [ 90 ]       |
| 55.          | 2013年6月29日  | ミュンヘン                             | アリアンツ・アレーナ                                             | ドイツ               | ● 2-4          | 佐々木則夫         | 国際親善試合 ～欧州遠征～                                              | [ 91 ]       |
| 56.          | 2013年7月20日  | ソウル                                 | ソウルワールドカップ競技場                                       | 中華人民共和国       | ○ 2-0          | 佐々木則夫         | EAFF東アジアカップ2013                                                 | [ 92 ]       |
| 57.          | 2013年7月25日  | 華城                                   | 華城総合運動場                                                   | 北朝鮮               | △ 0-0          | 佐々木則夫         | EAFF東アジアカップ2013                                                 | [ 93 ]       |
| 58.          | 2013年7月27日  | ソウル                                 | 蚕室総合運動場                                                   | 韓国                 | ● 1-2          | 佐々木則夫         | EAFF東アジアカップ2013                                                 | [ 94 ]       |
| 59.          | 2014年3月5日   | パルシャル                             | ベラ・ヴィスタ市営スタジアム                                     | アメリカ合衆国       | △ 1-1          | 佐々木則夫         | アルガルヴェ・カップ2014                                               | [ 95 ]       |
| 60.          | 2014年3月10日  | ファロ ／ ローレ                       | エスタディオ・アルガルヴェ                                       | スウェーデン         | ○ 2-1          | 佐々木則夫         | アルガルヴェ・カップ2014                                               | [ 96 ]       |
| 61.          | 2014年3月12日  | ファロ ／ ローレ                       | エスタディオ・アルガルヴェ                                       | ドイツ               | ● 0-3          | 佐々木則夫         | アルガルヴェ・カップ2014                                               | [ 97 ]       |
| 62.          | 2014年10月25日 | エドモントン                           | コモンウェルス・スタジアム                                       | カナダ               | ○ 3-0          | 佐々木則夫         | 国際親善試合                                                           | [ 98 ]       |
| 63.          | 2014年10月28日 | バンクーバー                           | BCプレイス・スタジアム                                           | カナダ               | ○ 3-2          | 佐々木則夫         | 国際親善試合                                                           | [ 99 ]       |
| 64.          | 2015年3月4日   | パルシャル                             | ベラ・ヴィスタ市営スタジアム                                     | デンマーク           | ● 1-2          | 佐々木則夫         | アルガルヴェ・カップ2015                                               | [ 100 ]      |
| 65.          | 2015年3月9日   | パルシャル                             | ベラ・ヴィスタ市営スタジアム                                     | フランス             | ● 1-3          | 佐々木則夫         | アルガルヴェ・カップ2015                                               | [ 101 ]      |
| 66.          | 2015年5月24日  | 丸亀                                   | 香川県立丸亀競技場                                               | ニュージーランド     | ○ 1-0          | 佐々木則夫         | MS&ADなでしこカップ2015                                                | [ 102 ]      |
| 67.          | 2015年5月28日  | 長野                                   | 南長野運動公園総合球技場                                         | イタリア             | ○ 1-0          | 佐々木則夫         | キリンチャレンジカップ2015                                             | [ 103 ]      |
| 68.          | 2015年6月8日   | バンクーバー                           | BCプレイス・スタジアム                                           | スイス               | ○ 1-0          | 佐々木則夫         | 2015 FIFA女子ワールドカップ                                            | [ 104 ]      |
| 69.          | 2015年6月12日  | バンクーバー                           | BCプレイス・スタジアム                                           | カメルーン           | ○ 2-1          | 佐々木則夫         | 2015 FIFA女子ワールドカップ                                            | [ 105 ]      |
| 70.          | 2015年6月23日  | バンクーバー                           | BCプレイス・スタジアム                                           | オランダ             | ○ 2-1          | 佐々木則夫         | 2015 FIFA女子ワールドカップ                                            | [ 106 ]      |
| 71.          | 2015年6月27日  | エドモントン                           | コモンウェルス・スタジアム                                       | オーストラリア       | ○ 1-0          | 佐々木則夫         | 2015 FIFA女子ワールドカップ                                            | [ 107 ]      |
| 72.          | 2015年7月1日   | エドモントン                           | コモンウェルス・スタジアム                                       | イングランド         | ○ 2-1          | 佐々木則夫         | 2015 FIFA女子ワールドカップ                                            | [ 108 ]      |
| 73.          | 2015年7月5日   | バンクーバー                           | BCプレイス・スタジアム                                           | アメリカ合衆国       | ● 2-5          | 佐々木則夫         | 2015 FIFA女子ワールドカップ                                            | [ 109 ]      |
| 74.          | 2015年11月29日 | フォ－レンダム                         | FCフォーレンダムスタジアム                                       | オランダ             | ● 1-3          | 佐々木則夫         | 国際親善試合                                                           | [ 110 ]      |
| 75.          | 2016年2月29日  | 大阪                                   | キンチョウスタジアム                                             | オーストラリア       | ● 1-3          | 佐々木則夫         | 2016年リオデジャネイロオリンピック・アジア最終予選                     | [ 111 ]      |
| 76.          | 2016年3月2日   | 大阪                                   | キンチョウスタジアム                                             | 韓国                 | △ 1-1          | 佐々木則夫         | 2016年リオデジャネイロオリンピック・アジア最終予選                     | [ 112 ]      |
| 77.          | 2016年3月4日   | 大阪                                   | キンチョウスタジアム                                             | 中華人民共和国       | ● 1-2          | 佐々木則夫         | 2016年リオデジャネイロオリンピック・アジア最終予選                     | [ 113 ]      |
| 78.          | 2016年3月9日   | 大阪                                   | キンチョウスタジアム                                             | 北朝鮮               | ○ 1-0          | 佐々木則夫         | 2016年リオデジャネイロオリンピック・アジア最終予選                     | [ 114 ]      |
| 79.          | 2016年6月2日   | コマースシティ                         | ディックス・スポーティング・グッズ・パーク                       | アメリカ合衆国       | △ 3-3          | 高倉麻子           | 国際親善試合                                                           | [ 115 ]      |
| 80.          | 2016年6月5日   | クリーブランド                         | ファーストエナジー・スタジアム                                   | アメリカ合衆国       | ● 0-2          | 高倉麻子           | 国際親善試合                                                           | [ 116 ]      |
| 81.          | 2016年7月21日  | カルマル                               | グルドフォーゲルン・アリーナ                                     | スウェーデン         | ● 0-3          | 高倉麻子           | 国際親善試合                                                           | [ 117 ]      |
| 82.          | 2017年3月1日   | パルシャル                             | ベラ・ヴィスタ市営スタジアム                                     | スペイン             | ● 1-2          | 高倉麻子           | アルガルヴェ・カップ2017                                               | [ 118 ]      |
| 83.          | 2017年3月3日   | パルシャル                             | ベラ・ヴィスタ市営スタジアム                                     | アイスランド         | ○ 2-0          | 高倉麻子           | アルガルヴェ・カップ2017                                               | [ 119 ]      |
| 84.          | 2017年3月6日   | ファロ ／ ローレ                       | エスタディオ・アルガルヴェ                                       | ノルウェー           | ○ 2-0          | 高倉麻子           | アルガルヴェ・カップ2017                                               | [ 120 ]      |
| 85.          | 2017年3月8日   | ファロ ／ ローレ                       | エスタディオ・アルガルヴェ                                       | オランダ             | ● 2-3          | 高倉麻子           | アルガルヴェ・カップ2017                                               | [ 121 ]      |
| 86.          | 2017年4月9日   | 熊本                                   | 熊本県民総合運動公園陸上競技場                                   | コスタリカ           | ○ 3-0          | 高倉麻子           | キリンチャレンジカップ2017 ～熊本地震復興支援マッチ がんばるばい熊本～ | [ 122 ]      |
| 87.          | 2017年6月9日   | ブレダ                                 | ラット・フェルレフ・スタディオン                                 | オランダ             | ○ 1-0          | 高倉麻子           | 国際親善試合 ～オランダ・ベルギー遠征～                                | [ 123 ]      |
| 88.          | 2017年6月13日  | ルーヴェン                             | デン・ドリーフ                                                   | ベルギー             | △ 1-1          | 高倉麻子           | 国際親善試合 ～オランダ・ベルギー遠征～                                | [ 124 ]      |
| 89.          | 2017年10月22日 | 長野                                   | 長野Uスタジアム                                                  | スイス               | ○ 3-0          | 高倉麻子           | MS&ADカップ2017                                                        | [ 125 ]      |
| 90.          | 2017年11月24日 | アンマン                               | キング・アブドゥッラー2世スタジアム                              | ヨルダン             | ○ 2-0          | 高倉麻子           | 国際親善試合 ～ ヨルダン遠征 ～                                        | [ 126 ]      |
| 91.          | 2018年3月2日   | パルシャル                             | ベラ・ヴィスタ市営スタジアム                                     | アイスランド         | ○ 2-1          | 高倉麻子           | アルガルヴェ・カップ2018                                               | [ 127 ]      |
| 92.          | 2018年3月5日   | ファロ ／ ローレ                       | エスタディオ・アルガルヴェ                                       | デンマーク           | ○ 2-0          | 高倉麻子           | アルガルヴェ・カップ2018                                               | [ 128 ]      |
| 93.          | 2018年3月7日   | パルシャル                             | ベラ・ヴィスタ市営スタジアム                                     | カナダ               | ● 0-2          | 高倉麻子           | アルガルヴェ・カップ2018                                               | [ 129 ]      |
| 94.          | 2018年4月7日   | アンマン                               | キング・アブドゥッラー2世スタジアム                              | ベトナム             | ○ 4-0          | 高倉麻子           | 2018 AFC女子アジアカップ                                               | [ 130 ]      |
| 95.          | 2018年4月10日  | アンマン                               | アンマン国際スタジアム                                           | 韓国                 | △ 0-0          | 高倉麻子           | 2018 AFC女子アジアカップ                                               | [ 131 ]      |
| 96.          | 2018年4月13日  | アンマン                               | アンマン国際スタジアム                                           | オーストラリア       | △ 1-1          | 高倉麻子           | 2018 AFC女子アジアカップ                                               | [ 132 ]      |
| 97.          | 2018年4月17日  | アンマン                               | キング・アブドゥッラー2世スタジアム                              | 中華人民共和国       | ○ 3-1          | 高倉麻子           | 2018 AFC女子アジアカップ                                               | [ 133 ]      |
| 98.          | 2018年4月20日  | アンマン                               | アンマン国際スタジアム                                           | オーストラリア       | ○ 1-0          | 高倉麻子           | 2018 AFC女子アジアカップ                                               | [ 134 ]      |
| 99.          | 2018年6月10日  | ウェリントン                           | ウエストパック・スタジアム                                       | ニュージーランド     | ○ 3-1          | 高倉麻子           | 国際親善試合                                                           | [ 135 ]      |
| 100.         | 2018年11月11日 | 鳥取                                   | 鳥取市営サッカー場・バードスタジアム                             | ノルウェー           | ○ 4-1          | 高倉麻子           | 国際親善試合                                                           | [ 136 ]      |
| 101.         | 2019年2月27日  | チェスター                             | タレン・エナジー・スタジアム                                     | アメリカ合衆国       | △ 2-2          | 高倉麻子           | 2019 シービリーブスカップ                                              | [ 137 ]      |
| 102.         | 2019年4月4日   | オセール                               | スタッド・アッベ・デシャン                                       | フランス             | ● 1-3          | 高倉麻子           | 国際親善試合 ～ヨーロッパ遠征～                                        | [ 138 ]      |
| 103.         | 2019年4月9日   | パーダーボルン                         | ベンテラー・アレーナ                                             | ドイツ               | △ 2-2          | 高倉麻子           | 国際親善試合 ～ヨーロッパ遠征～                                        | [ 139 ]      |
| 104.         | 2019年6月2日   | ル・トゥケ                             | スタッド・ジェラール・ウリエ                                     | スペイン             | △ 1-1          | 高倉麻子           | 国際親善試合                                                           | [ 140 ]      |
| 105.         | 2019年6月10日  | パリ                                   | パルク・デ・プランス                                             | アルゼンチン         | △ 0-0          | 高倉麻子           | 2019 FIFA女子ワールドカップ                                            | [ 141 ]      |
| 106.         | 2019年6月14日  | レンヌ                                 | ロアゾン・パルク                                                 | スコットランド       | ○ 2-1          | 高倉麻子           | 2019 FIFA女子ワールドカップ                                            | [ 142 ]      |
| 107.         | 2019年6月19日  | ニース                                 | スタッド・ド・ニース                                             | イングランド         | ● 0-2          | 高倉麻子           | 2019 FIFA女子ワールドカップ                                            | [ 143 ]      |
| 108.         | 2019年6月25日  | レンヌ                                 | ロアゾン・パルク                                                 | オランダ             | ● 1-2          | 高倉麻子           | 2019 FIFA女子ワールドカップ                                            | [ 144 ]      |
| 109.         | 2019年10月6日  | 静岡                                   | IAIスタジアム日本平                                              | カナダ               | ○ 4-0          | 高倉麻子           | 国際親善試合                                                           | [ 145 ]      |
| 110.         | 2019年11月10日 | 北九州                                 | 北九州スタジアム                                                 | 南アフリカ共和国     | ○ 2-0          | 高倉麻子           | MS&ADカップ2019                                                        | [ 146 ]      |
| 111.         | 2020年3月5日   | オーランド                             | エクスプロリア・スタジアム                                       | スペイン             | ● 1-3          | 高倉麻子           | 2020 シービリーブスカップ                                              | [ 147 ]      |
| 112.         | 2020年3月11日  | フリスコ                               | トヨタ・スタジアム                                               | アメリカ合衆国       | ● 1-3          | 高倉麻子           | 2020 シービリーブスカップ                                              | [ 148 ]      |
| 113.         | 2021年6月10日  | 広島                                   | エディオンスタジアム広島                                         | ウクライナ           | ○ 8-0          | 高倉麻子           | 国際親善試合                                                           | [ 149 ]      |
| 114.         | 2021年6月13日  | 宇都宮                                 | カンセキスタジアムとちぎ                                         | メキシコ             | ○ 5-1          | 高倉麻子           | MS&ADカップ2021                                                        | [ 150 ]      |
| 115.         | 2021年7月14日  | 亀岡                                   | サンガスタジアム by KYOCERA                                      | オーストラリア       | ○ 1-0          | 高倉麻子           | MS&ADカップ2021                                                        | [ 151 ]      |
| 116.         | 2021年7月21日  | 札幌                                   | 札幌ドーム                                                       | カナダ               | △ 1-1          | 高倉麻子           | 2020年東京オリンピック                                                 | [ 152 ]      |
| 117.         | 2021年7月24日  | 札幌                                   | 札幌ドーム                                                       | イギリス             | ● 0-1          | 高倉麻子           | 2020年東京オリンピック                                                 | [ 153 ]      |
| 118.         | 2021年7月27日  | 利府                                   | 宮城スタジアム                                                   | チリ                 | ○ 1-0          | 高倉麻子           | 2020年東京オリンピック                                                 | [ 154 ]      |
| 119.         | 2021年7月30日  | さいたま                               | 埼玉スタジアム2002                                               | スウェーデン         | ● 1-3          | 高倉麻子           | 2020年東京オリンピック                                                 | [ 155 ]      |
| 120.         | 2021年11月29日 | ハーグ                                 | カーズ・ジーンズ・スタディオン                                   | オランダ             | △ 0-0          | 池田太             | 国際親善試合                                                           | [ 156 ]      |
| 121.         | 2022年1月21日  | プネー                                 | シュリー・シヴ・チャトラパティ・スポーツコンプレックス           | ミャンマー           | ○ 5-0          | 池田太             | 2022 AFC女子アジアカップ                                               | [ 157 ]      |
| 122.         | 2022年1月24日  | プネー                                 | シュリー・シヴ・チャトラパティ・スポーツコンプレックス           | ベトナム             | ○ 3-0          | 池田太             | 2022 AFC女子アジアカップ                                               | [ 158 ]      |
| 123.         | 2022年1月27日  | プネー                                 | シュリー・シヴ・チャトラパティ・スポーツコンプレックス           | 韓国                 | △ 1-1          | 池田太             | 2022 AFC女子アジアカップ                                               | [ 159 ]      |
| 124.         | 2022年1月30日  | ナビムンバイ                           | DYパティル・スタジアム                                           | タイ                 | ○ 7-0          | 池田太             | 2022 AFC女子アジアカップ                                               | [ 160 ]      |
| 125.         | 2022年2月3日   | プネー                                 | シュリー・シヴ・チャトラパティ・スポーツコンプレックス           | 中華人民共和国       | ● 2-2 (PK 3-4) | 池田太             | 2022 AFC女子アジアカップ                                               | [ 161 ]      |
| 126.         | 2022年6月24日  | スタラ・パゾヴァ                       | スポーツ・センターFAS                                            | セルビア             | ○ 5-0          | 池田太             | 国際親善試合                                                           | [ 162 ]      |
| 127.         | 2022年6月27日  | トゥルク                               | ヴェリタス・スタジアム                                           | フィンランド         | ○ 5-1          | 池田太             | 国際親善試合                                                           | [ 163 ]      |
| 128.         | 2022年10月6日  | 神戸                                   | ノエビアスタジアム神戸                                           | ナイジェリア         | ○ 2-0          | 池田太             | 国際親善試合                                                           | [ 164 ]      |
| 129.         | 2022年10月9日  | 長野                                   | 長野Uスタジアム                                                  | ニュージーランド     | ○ 2-0          | 池田太             | MS&ADカップ2022                                                        | [ 165 ]      |
| 130.         | 2022年11月11日 | ムルシア                               | ピナタル・アレーナ                                               | イングランド         | ● 0-4          | 池田太             | 国際親善試合                                                           | [ 166 ]      |
| 131.         | 2022年11月15日 | セビージャ                             | エスタディオ・ラ・カルトゥーハ                                   | スペイン             | ● 0-1          | 池田太             | 国際親善試合                                                           | [ 167 ]      |
| 132.         | 2023年2月16日  | オーランド                             | エクスプロリア・スタジアム                                       | ブラジル             | ● 0-1          | 池田太             | 2023 シービリーブスカップ                                              | [ 168 ]      |
| 133.         | 2023年2月19日  | ナッシュビル                           | ジオディス・パーク                                               | アメリカ合衆国       | ● 0-1          | 池田太             | 2023 シービリーブスカップ                                              | [ 169 ]      |
| 134.         | 2023年2月22日  | フリスコ                               | トヨタ・スタジアム                                               | カナダ               | ○ 3-0          | 池田太             | 2023 シービリーブスカップ                                              | [ 170 ]      |
| 135.         | 2023年4月11日  | オーデンセ                             | オーデンセ・スタディオン                                         | デンマーク           | ● 0-1          | 池田太             | 国際親善試合                                                           | [ 171 ]      |
| 136.         | 2023年7月14日  | 仙台                                   | ユアテックスタジアム仙台                                         | パナマ               | ○ 5-0          | 池田太             | MS&ADカップ2023                                                        | [ 172 ]      |
| 137.         | 2023年7月22日  | ハミルトン                             | ワイカト・スタジアム                                             | ザンビア             | ○ 5-0          | 池田太             | 2023 FIFA女子ワールドカップ                                            | [ 173 ]      |
| 138.         | 2023年7月26日  | ダニーデン                             | ダニーデン・スタジアム                                           | コスタリカ           | ○ 2-0          | 池田太             | 2023 FIFA女子ワールドカップ                                            | [ 174 ]      |
| 139.         | 2023年7月31日  | ウェリントン                           | ウェリントン・リージョナル・スタジアム                           | スペイン             | ○ 4-0          | 池田太             | 2023 FIFA女子ワールドカップ                                            | [ 175 ]      |
| 140.         | 2023年8月5日   | ウェリントン                           | ウェリントン・リージョナル・スタジアム                           | ノルウェー           | ○ 3-1          | 池田太             | 2023 FIFA女子ワールドカップ                                            | [ 176 ]      |
| 141.         | 2023年8月11日  | オークランド                           | イーデン・パーク                                                 | スウェーデン         | ● 1-2          | 池田太             | 2023 FIFA女子ワールドカップ                                            | [ 177 ]      |
| 142.         | 2023年9月23日  | 北九州                                 | 北九州スタジアム                                                 | アルゼンチン         | ○ 8-0          | 池田太             | 国際親善試合                                                           | [ 178 ]      |
| 143.         | 2023年10月26日 | タシュケント                           | ロコモティフ・スタジアム                                         | インド               | ○ 7-0          | 池田太             | 2024年パリオリンピック・アジア2次予選                                  | [ 179 ]      |
| 144.         | 2023年10月29日 | タシュケント                           | ブニョドコル・スタジアム                                         | ウズベキスタン       | ○ 2-0          | 池田太             | 2024年パリオリンピック・アジア2次予選                                  | [ 180 ]      |
| 145.         | 2023年11月1日  | タシュケント                           | ロコモティフ・スタジアム                                         | ベトナム             | ○ 2-0          | 池田太             | 2024年パリオリンピック・アジア2次予選                                  | [ 181 ]      |
| 146.         | 2023年11月30日 | サンパウロ                             | ネオ・キミカ・アレーナ                                           | ブラジル             | ● 3-4          | 池田太             | 国際親善試合                                                           | [ 182 ]      |
| 147.         | 2023年12月3日  | サンパウロ                             | エスタジオ・シーセロ・ポンペウ・ヂ・トレド                       | ブラジル             | ○ 2-0          | 池田太             | 国際親善試合                                                           | [ 183 ]      |
| 148.         | 2024年2月24日  | ジッダ                                 | プリンス・アブドゥッラー・アル・ファイサル・スタジアム           | 北朝鮮               | △ 0-0          | 池田太             | 2024年パリオリンピック・アジア最終予選                                 | [ 184 ]      |
| 149.         | 2024年2月28日  | 東京                                   | 国立競技場                                                       | 北朝鮮               | ○ 2-1          | 池田太             | 2024年パリオリンピック・アジア最終予選                                 | [ 185 ]      |
| 150.         | 2024年4月6日   | アトランタ                             | メルセデス・ベンツ・スタジアム                                   | アメリカ合衆国       | ● 1-2          | 池田太             | 2024 シービリーブスカップ                                              | [ 186 ]      |
| 151.         | 2024年6月3日   | ムルシア                               | エスタディオ・ヌエバ・コンドミーナ                               | ニュージーランド     | ○ 4-1          | 池田太             | 国際親善試合                                                           | [ 187 ]      |
| 152.         | 2024年7月13日  | 金沢                                   | 金沢ゴーゴーカレースタジアム                                     | ガーナ               | ○ 4-0          | 池田太             | MS&ADカップ2024 ～能登半島地震復興支援マッチ がんばろう能登～          | [ 188 ]      |
| 153.         | 2024年7月25日  | ナント                                 | スタッド・ドゥ・ラ・ボージョワール                               | スペイン             | ● 1-2          | 池田太             | 2024年パリオリンピック                                                 | [ 189 ]      |
| 154.         | 2024年7月28日  | パリ                                   | パルク・デ・プランス                                             | ブラジル             | ○ 2-1          | 池田太             | 2024年パリオリンピック                                                 | [ 190 ]      |
| 155.         | 2024年7月31日  | ナント                                 | スタッド・ドゥ・ラ・ボージョワール                               | ナイジェリア         | ○ 3-1          | 池田太             | 2024年パリオリンピック                                                 | [ 191 ]      |
| 156.         | 2024年8月3日   | パリ                                   | パルク・デ・プランス                                             | アメリカ合衆国       | ● 0-1 (延長)   | 池田太             | 2024年パリオリンピック                                                 | [ 192 ]      |
| 157.         | 2024年10月26日 | 東京                                   | 国立競技場                                                       | 韓国                 | ○ 4-0          | 佐々木則夫         | MIZUHO BLUE DREAM MATCH 2024                                           | [ 193 ]      |
| 158.         | 2025年2月20日  | ヒューストン                           | シェル・エナジー・スタジアム                                     | オーストラリア       | ○ 4-0          | ニルス・ニールセン | 2025 シービリーブスカップ                                              | [ 194 ]      |
| 159.         | 2025年2月27日  | サンディエゴ                           | スナップドラゴン・スタジアム                                     | アメリカ合衆国       | ○ 2-1          | ニルス・ニールセン | 2025 シービリーブスカップ                                              | [ 195 ]      |
| 160.         | 2025年4月6日   | 大阪                                   | ヨドコウ桜スタジアム                                             | コロンビア           | △ 1-1          | ニルス・ニールセン | 国際親善試合                                                           | [ 196 ]      |
| 161.         | 2025年5月31日  | サンパウロ                             | ネオ・キミカ・アレーナ                                           | ブラジル             | ● 1-3          | ニルス・ニールセン | 国際親善試合                                                           | [ 197 ]      |
| 162.         | 2025年6月27日  | マドリード                             | エスタディオ・ムニシパル・デ・ブタルケ                           | スペイン             | ● 1-3          | ニルス・ニールセン | 国際親善試合                                                           | [ 198 ]      |

#### ゴール
| ゴール一覧 | ゴール一覧     | ゴール一覧 | ゴール一覧                                             | ゴール一覧       | ゴール一覧 | ゴール一覧 | ゴール一覧               | ゴール一覧 |
| #          | 開催日         | 開催都市   | スタジアム                                             | 対戦国           | 結果       | 監督       | 大会                     | 出典       |
| ---------- | -------------- | ---------- | ------------------------------------------------------ | ---------------- | ---------- | ---------- | ------------------------ | ---------- |
| 1.         | 2019年11月10日 | 北九州     | 北九州スタジアム                                       | 南アフリカ共和国 | ○ 2-0      | 高倉麻子   | 国際親善試合             | [ 199 ]    |
| 2.         | 2022年1月24日  | プネー     | シュリー・シヴ・チャトラパティ・スポーツコンプレックス | ベトナム         | ○ 3-0      | 池田太     | 2022 AFC女子アジアカップ | [ 200 ]    |
| 3.         | 2024年7月28日  | パリ       | パルク・デ・プランス                                   | ブラジル         | ○ 2-1      | 池田太     | 2024年パリオリンピック   | [ 201 ]    |

## タイトル・表彰

### クラブ
ユース
- 常盤木学園高校
  - 全日本高等学校女子サッカー選手権: 1回 (2008)
  - 全日本女子ユース (U-18)サッカー選手権大会: 3回 (2006、2007、2008)

シニア
- 浦和レッズレディース
  - 日本女子サッカーリーグ: 1回 (2009)

- オリンピック・リヨン
  - ディヴィジオン・アン・フェミナン: 7回 (2013-14、2014-15、2015-16、2016-17、2017-18、2018-19、2019-20)
  - クープ・ドゥ・フランス・フェミナン: 6回 (2013-14、2014-15、2015-16、2016-17、2018-19、2019-20)
  - トロフェ・デ・シャンピオン・フェミナン: 1回 (2019)
  - UEFA女子チャンピオンズリーグ: 5回 (2015-16、2016-17、2017-18、2018-19、2019-20)

- FCバイエルン・ミュンヘン
  - 女子ブンデスリーガ: 1回 (2022-23)

- ASローマ
  - セリエA: 1回 (2023-24)
  - コッパ・イタリア（英語版）: 1回 (2023-24)
  - スーペルコッパ・イタリアーナ（英語版）: 1回 (2024)

- ロンドン・シティ・ライオネス
  - 女子選手権: 1回 (2024-25)

### 代表
- U-19日本女子代表
  - AFC U-19女子選手権：1回（2009）

- なでしこジャパン（日本女子代表）
  - 東アジア女子サッカー選手権：1回（2010）
  - アジア競技大会：2回（2010、2018）
  - FIFA女子ワールドカップ：1回（2011）
  - AFC女子アジアカップ：1回（2018）
  - シービリーブスカップ：1回（2025）

### 個人
- アジア年間最優秀選手賞: 1回（2019）
- セリエA
  - 年間ベストイレブン: 1回 (2023-24)
- 女子ゴールデンフット賞: 1回（2024[202]）

### 表彰
- 国民栄誉賞（2011年、2011 FIFA女子ワールドカップ日本女子代表の一員として）
- 紫綬褒章（2011年、同上）

## 主なメディア出演

### テレビ番組
- あの試合をもう一度！スポーツ名勝負「なでしこ初優勝ドイツ大会2011」（NHKBS1） リモート出演　2020年5月30日[203].2020年5月30日付、2020年12月29日閲覧